# Cultbytes
Cultbytes är en nättidskrift med fokus på samtidskonst baserad på Manhattan, New York. Den grundades 2014 av den svenska konstkritikern och kuratorn Anna Mikaela Ekstrand. Det är en engelskspråkig plattform med inflytande i den skandinaviska och internationella konstvärlden.

## Bakgrund
Cultbytes publicerar kritik, debattartiklar, intervjuer och essäer.
Under sitt tioårsjubileum, 2024, kallade Vogue Scandinavias konstkritiker Valeria Schiller Cultbytes "cutting-edge" (översättning: i framkant). Samma år hade publikationen publicerat mer än 400 artiklar skrivna av fler än 90 skribenter, bland dem konstnären Ayana Evans som också är en av tidningens redaktörer.
2023 var Cultbytes mediepartner till The Immigrant Artist Biennial tillsammans med Artspiel. Under tiden publicerade Cultbytes mer än tio artiklar om invandrarkonstnär och biennalens evenemang på sin plattform.
2023 publicerades en intervju som beskrev utebliven betalning av den norska konstnären Bjarne Melgaard som berättats av hans tidigare ateljéchef. Samma år sammanfattade en artikel i tidningen den pågående dispyten mellan en framstående gallerist och ett antal av hennes representerade konstnärer för utebliven betalning och undanhållande av konstverk. Cultbytes har också skrivit om museiarbetare som organiserar sig fackligt i USA. Denna bevakning bidrar till det växande områden inom konstjournalistik som synliggör ersättning för arbete samt exploaterande arbetsmetoder i konstvärlden i USA.
Cultbytes har även omfattande bevakning av NFT-konst, performancekonst, skandinaviska konstnärer i New York och hållbarhet inom konst.

## Externa Länkar
Hemsida https://cultbytes.com/